# Spirit (tegneserie)
 For alternative betydninger, se Spirit. (Se også artikler, som begynder med Spirit)
Spirit (The Spirit) er en amerikansk tegneserie skabt af Will Eisner i 1940.
Spirit starter med den unge detektiv Denny Colts død, der dog viser sig ikke at være helt så død alligevel. Formodet død påtager Colt sig at bekæmpe fobrydere iklædt maske, blåt jakkesæt, hat og handsker. Han får hjælp af bl.a. vennen politikommisær Dolan og den enfoldige, men rare Ebony.
Modsat mange Marvel-superhelte er Spirit ikke udstyret med superkræfter eller overnaturlige evner, men blot kløgt, snilde, mod og en stor portion held. 

## Udgivelser på dansk
Spirit er på dansk kommet i mindst 16 bind, fx:
- 6. Kvinderne omkring Spirit
- 8. Mit navn er Nigelle
- 9. Detektivens lærling
- 10. Den sidste sporvogn
- 11. Hekse, spøgelser og Spirit
- 12. Ingen vej tilbage
- 13. I den søde juletid
- 14. En mand i sin bedste alder
- 15. Sammy
- 16. Opgør med Octopus